# B-Juniorinnen-Bundesliga 2017/18
Die Saison 2017/18 der B-Juniorinnen-Bundesliga war die sechste Spielzeit der B-Juniorinnen-Bundesliga. Die Saison begann am 9. September 2017. Gespielt wurde in drei Staffeln mit jeweils zehn Mannschaften. Am Saisonende spielten die drei Staffelsieger sowie der Zweite der Staffel Nord/Nordost um die deutsche Meisterschaft. Die zwei letztplatzierten Mannschaften der drei Staffeln stiegen in die untergeordneten Ligen ab. Der VfL Wolfsburg wurde durch einen 4:1-Finalsieg über den 1. FC Köln erstmals deutscher Meister.

## Staffel Nord/Nordost
Erstmals sicherte sich der VfL Wolfsburg die Staffelmeisterschaft. Am letzten Spieltag gewannen die Wolfsburgerinnen mit 4:0 beim Hamburger SV, während der direkte Konkurrent 1. FFC Turbine Potsdam gegen den Magdeburger FFC nicht über ein 2:2 hinauskam. Der Osnabrücker SC – sportlich für die Saison 2018/19 qualifiziert – hat keine Lizenzanträge für die kommende Bundesliga-Saison eingereicht. Damit bleibt der Hamburger SV als Tabellenneunter in der Bundesliga.

### Tabelle
| Pl.               | Verein                        | Sp. | S  | U | N  | Tore    | Diff. | Punkte |
| ----------------- | ----------------------------- | --- | -- | - | -- | ------- | ----- | ------ |
| 1.                | VfL Wolfsburg                 | 18  | 14 | 2 | 2  | 062:180 | +44   | 44     |
| 2.                | 1. FFC Turbine Potsdam (M)    | 18  | 13 | 4 | 1  | 063:150 | +48   | 43     |
| 3.                | Werder Bremen                 | 18  | 12 | 2 | 4  | 045:200 | +25   | 38     |
| 4.                | SV Meppen                     | 18  | 10 | 2 | 6  | 051:230 | +28   | 32     |
| 5.                | Magdeburger FFC               | 18  | 9  | 3 | 6  | 045:260 | +19   | 30     |
| 6.                | FF USV Jena                   | 18  | 7  | 5 | 6  | 028:220 | +6    | 26     |
| 7.                | 1. FC Neubrandenburg 04       | 18  | 6  | 0 | 12 | 027:590 | −32   | 18     |
| 8.                | Osnabrücker SC (N)            | 18  | 3  | 2 | 13 | 010:670 | −57   | 11     |
| 9.                | Hamburger SV                  | 18  | 3  | 0 | 15 | 016:470 | −31   | 09     |
| 10.               | Blau-Weiß Hohen Neuendorf (N) | 18  | 3  | 0 | 15 | 007:570 | −50   | 09     |
| Stand: Saisonende |                               |     |    |   |    |         |       |        |

| (M) | Deutscher Meister der Vorsaison |
| (N) | Aufsteiger                      |

### Aufstiegsrunde Nord
|              | Gesamt |             | Hinspiel | Rückspiel |
| ------------ | ------ | ----------- | -------- | --------- |
| Harburger TB | 2:3    | SpVg Aurich | 1:3      | 1:0       |

## Staffel West/Südwest
Der 1. FC Köln konnte seinen Staffeltitel erfolgreich verteidigen. Die Abstiegsplätze nahmen der MSV Duisburg und der SC 13 Bad Neuenahr ein.

### Tabelle
| Pl.                   | Verein                   | Sp. | S  | U | N  | Tore    | Diff. | Punkte |
| --------------------- | ------------------------ | --- | -- | - | -- | ------- | ----- | ------ |
| 1.                    | 1. FC Köln               | 18  | 14 | 1 | 3  | 050:130 | +37   | 43     |
| 2.                    | SGS Essen                | 18  | 13 | 0 | 5  | 040:190 | +21   | 39     |
| 3.                    | Borussia Mönchengladbach | 18  | 12 | 2 | 4  | 038:140 | +24   | 38     |
| 4.                    | FSV Gütersloh 2009       | 18  | 11 | 4 | 3  | 046:220 | +24   | 37     |
| 5.                    | Bayer 04 Leverkusen      | 18  | 11 | 1 | 6  | 032:270 | +5    | 34     |
| 6.                    | 1. FC Saarbrücken        | 17  | 5  | 1 | 11 | 034:430 | −9    | 16     |
| 7.                    | FC Speyer 09 (N)         | 17  | 4  | 4 | 9  | 019:310 | −12   | 16     |
| 8.                    | FC Iserlohn 46/49 (N)    | 18  | 3  | 4 | 11 | 019:410 | −22   | 13     |
| 9.                    | MSV Duisburg             | 18  | 2  | 6 | 10 | 011:370 | −26   | 12     |
| 10.                   | SC 13 Bad Neuenahr       | 18  | 2  | 1 | 15 | 013:550 | −42   | 07     |
| Stand: 28. April 2018 |                          |     |    |   |    |         |       |        |

## Staffel Süd
Der SC Freiburg wurde erstmals Staffelmeister. Die Abstiegsplätze belegten der Karlsruher SC und der FSV Hessen Wetzlar.

### Tabelle
| Pl.               | Verein                 | Sp. | S  | U | N  | Tore    | Diff. | Punkte |
| ----------------- | ---------------------- | --- | -- | - | -- | ------- | ----- | ------ |
| 1.                | SC Freiburg            | 18  | 14 | 1 | 3  | 050:110 | +39   | 43     |
| 2.                | 1. FFC Frankfurt       | 18  | 12 | 4 | 2  | 045:110 | +34   | 40     |
| 3.                | SV Alberweiler         | 18  | 12 | 2 | 4  | 038:170 | +21   | 38     |
| 4.                | FC Bayern München      | 18  | 9  | 6 | 3  | 039:160 | +23   | 33     |
| 5.                | TSG 1899 Hoffenheim    | 18  | 9  | 3 | 6  | 034:170 | +17   | 30     |
| 6.                | VfL Sindelfingen       | 18  | 6  | 4 | 8  | 030:310 | −1    | 22     |
| 7.                | 1. FC Nürnberg         | 18  | 5  | 2 | 11 | 019:350 | −16   | 17     |
| 8.                | TSV Crailsheim         | 18  | 3  | 4 | 11 | 009:410 | −32   | 13     |
| 9.                | Karlsruher SC (N)      | 18  | 4  | 0 | 14 | 015:580 | −43   | 12     |
| 10.               | FSV Hessen Wetzlar (N) | 18  | 1  | 4 | 13 | 012:540 | −42   | 07     |
| Stand: Saisonende |                        |     |    |   |    |         |       |        |

### Aufstiegsrunde
An der Aufstiegsrunde nahmen die SpVgg Greuther Fürth aus Bayern, Eintracht Frankfurt aus Hessen und der TSV Tettnang aus Baden-Württemberg teil.
|                      | Ergebnis |                      |
| -------------------- | -------- | -------------------- |
| TSV Tettnang         | 0:0      | Eintracht Frankfurt  |
| SpVgg Greuther Fürth | 3:1      | TSV Tettnang         |
| Eintracht Frankfurt  | 2:0      | SpVgg Greuther Fürth |

| Pl. | Verein               | Sp. | S | U | N | Tore    | Diff. | Punkte |
| --- | -------------------- | --- | - | - | - | ------- | ----- | ------ |
| 1.  | Eintracht Frankfurt  | 2   | 1 | 1 | 0 | 002:000 | +2    | 04     |
| 2.  | SpVgg Greuther Fürth | 2   | 1 | 0 | 1 | 003:300 | ±0    | 03     |
| 3.  | TSV Tettnang         | 2   | 0 | 1 | 1 | 001:300 | −2    | 01     |

## Endrunde um die Deutsche B-Juniorinnen-Meisterschaft 2018
Folgende Mannschaften qualifizierten sich sportlich für die Endrundenspiele:
| - Meister der Staffel Nord/Nordost: VfL Wolfsburg - Vizemeister der Staffel Nord/Nordost: 1. FFC Turbine Potsdam | - Meister der Staffel West/Südwest: 1. FC Köln - Meister der Staffel Süd: SC Freiburg |

### Halbfinale
Die Spiele fanden am 26. Mai 2018 und 2. Juni 2018 statt.
|               | Gesamt          |                        | Hinspiel  | Rückspiel |
| ------------- | --------------- | ---------------------- | --------- | --------- |
| VfL Wolfsburg | 2:0             | SC Freiburg            | 1:0 (0:0) | 1:0 (1:0) |
| 1. FC Köln    | 3:3 (3:1 i. E.) | 1. FFC Turbine Potsdam | 2:2 (2:0) | 1:1 (1:1) |

### Finale
Das Spiel fand am 9. Juni 2018 im Wolfsburger AOK Stadion statt.
|               | Ergebnis  |            |
| ------------- | --------- | ---------- |
| VfL Wolfsburg | 4:1 (4:0) | 1. FC Köln |